# Vert.x

## История
Eclipse Vert.x — многоязыковой (Java, Kotlin, JavaScript, Groovy) асинхронный веб-фреймворк работающий на событийно-ориентированной архитектуре и запускается поверх JVM.
Vert.x начал разрабатывать Tim Fox в 2011 пока он работал в VMware.
С версии 2.1.4, Vert.x предоставляет свой API на Java, JavaScript, Groovy, Ruby, Python, Scala, Clojure и Ceylon.
С версии 3.7.0, Vert.x предоставляет свой API на Java, JavaScript, Groovy, Ruby, Scala, Kotlin and Ceylon.
С версии 3.9.1, Vert.x предоставляет свой API на Java, JavaScript, Groovy, Ruby, Scala and Kotlin.
12 января 2016 Tim Fox ушел с поста руководителя проекта Vert.x и на его место встал Julien Viet.

## Архитектура
Vert.x использует в своей работе неблокирующий клиенто-серверный фреймворк Netty.
Verticle — это аналог сервлета(или «актора») и является атомарной единицей развёртывания в приложении. Есть 2 типа: Стандартный и Рабочий.
```
public
 
class
 
MyVerticle
 
extends
 
AbstractVerticle
 
{

 
// Called when verticle is deployed

 
public
 
void
 
start
()
 
{

 
}

 
// Optional - called when verticle is undeployed

 
public
 
void
 
stop
()
 
{

 
}

}

```

Handler — обработчик событий внутри Verticle.
```
HttpServer
 
server
 
=
 
vertx
.
createHttpServer
();

// Router

Router
 
router
 
=
 
Router
.
router
(
vertx
);

// set Handler for every request

router
.
route
().
handler
(
ctx
 
->
 
{

  
// This handler will be called for every request

  
HttpServerResponse
 
response
 
=
 
ctx
.
response
();

  
response
.
putHeader
(
"content-type"
,
 
"text/plain"
);

  
// Write to the response and end it

  
response
.
end
(
"Hello World from Vert.x-Web!"
);

});

server
.
requestHandler
(
router
).
listen
(
8080
);

```

Router — главный компонент по поиску совпадений для пришедшего запроса.
```
Route
 
route
 
=
 
router
.
route
(
"/some/path/"
);

Route
 
route
 
=
 
router
.
route
().
path
(
"/some/path/"
);

route
.
handler
(
ctx
 
->
 
{

  
// This handler will be called for the following request paths:

  
// `/some/path/`

  
// `/some/path//`

  
//

  
// but not:

  
// `/some/path` the end slash in the path makes it strict

  
// `/some/path/subdir`

});

//router for POST request

router
.
post
(
"/some/endpoint"
).
handler
(
ctx
 
->
 
{

  
ctx
.
request
().
setExpectMultipart
(
true
);

  
ctx
.
next
();

});

//router for GET request

router

  
.
get
(
"/some/path"
)

  
.
respond
(

    
ctx
 
->
 
ctx

      
.
response
()

        
.
putHeader
(
"Content-Type"
,
 
"text/plain"
)

        
.
end
(
"hello world!"
));

```

## Возможности
- Компоненты могут быть написаны на таких языках как: Java, JavaScript, Groovy, Ruby, Scala, Kotlin и Ceylon.
- Простая асинхронная модель позволяющая писать масштабируемые и неблокирующие приложения.
- Шина событий позволяющая передавать сообщения как внутри приложения, так и между его узлами (нодами).
- Модель «акторов» позволяющая запускать «тяжелые» процессы в для обработки данных или их получении.
- Интеграция с шаблонным движками (MVEL, Jade, Handlebars, Thymeleaf, Apache FreeMarker, Pebble, Rocker, HTTL, Rythm)
- Vert.x 3 требует версии Java не ниже 8

Реализация следующих свойств:
1. Кластеризация через Hazelcast, Infinispan и так далее.
2. Тестирование через JUnit 5
3. Подключение к разным Базам Данных(JDBC, MySQL, PostgreSQL, DB2, MSSQL, MongoDB, Redis, Cassandra)
4. Очереди сообщений (Kafka, RabbitMQ, AMQP, MQTT)
5. Авторизация через сторонние службы (JWT Auth, Oauth2 Auth)
6. Мониторинг работы приложения (Zipkin, OpenTelemetry)
7. Интеграция с различными протоколами как STOMP, SMTP и так далее.
8. Shell — оболочка выполнения задач сервером.
9. Интерфейс для разработки TCP, HTTP и UDP серверов и клиентов.
10. Интерфейс для работы с файловой системой.
11. Launcher запускающий приложение из архива jar.
12. Реактивное программирование приложения при поддержке (RxJava 1, RxJava 2, RxJava 3, Mutiny)

## Примеры
Запуск http-сервера на Java:
```
import
 
io.vertx.core.AbstractVerticle
;

public
 
class
 
Server
 
extends
 
AbstractVerticle
 
{

  
public
 
void
 
start
()
 
{

    
vertx
.
createHttpServer
().
requestHandler
(
req
 
->
 
{

      
req
.
response
()

        
.
putHeader
(
"content-type"
,
 
"text/plain"
)

        
.
end
(
"Hello from Vert.x!"
);

    
}).
listen
(
8080
);

  
}

}

```